# Wolfgang Wolfram von Wolmar
Wolfgang Wolfram von Wolmar (9. června 1910 Vídeň – 2. prosince 1987) byl důstojník SS v hodnosti SS-Hauptsturmführer. Od konce vojenské správy Protektorátu Čechy a Morava (červen 1939) do října 1943 byl vedoucím „skupiny Tisk“ (Gruppe Presse), která byla podřízena kulturně-politickému oddělení Úřadu říšského protektora. V říjnu 1943 byl jmenován vládním radou a na pozici vedoucího „skupiny Tisk“ jej nahradil Arthur Söhnel.

## Cenzura médií
Formálně měl tisk v Protektorátu řídit český TO PMR (Tiskový odbor Předsednictva ministerské rady), ale skutečně rozhodoval Úřad říšského protektora, kde byl vedoucím Karl von Gregory, ke kterému se von Wolmar připojil. Řídil ČTK.
Patřil k mimořádně vlivným okupačním úředníkům, který prostřednictvím cenzury, tlakem nařízení a také formou osobních schůzek s šéfredaktory protektorátních periodik dokázal potlačit všechny náznaky nesouhlasu s německou politikou. Jeho oddělení denně zasílalo vydavatelům novin a časopisů instrukce o tom, jakých událostí si všímat a které ignorovat. Na základě jeho návrhu mj. český tisk radikálně omezil zpravodajství ze zahraničí. Navíc tyto informace směly pocházet pouze od německé agentury DNB (Deutsches Nachrichtenbüro).
Ačkoli Československo později žádalo Německo o jeho vydání, aby ho mohlo soudit za válečné zločiny, nikdy nebyl před československý soud postaven.

## Fotografování
Wolfram von Wolmar byl kromě své politické práce poměrně dobrým fotografem, jehož práce se objevovaly v řadě časopisů a knih. Velmi častým motivem jeho fotografií byli obyvatelé na východním bojišti poté, co tato území byla „osvobozena německou armádou od bolševismu“. Své snímky i texty většinou podepisoval šifrou WvW.